# Рюдігер Гельм
Рюдігер Гельм (нім. Rüdiger Helm, нар. 6 жовтня 1956, Нойбранденбург, Німеччина) — німецький веслувальник на байдарках, триразовий олімпійський чемпіон (1976 та двічі 1980 роки) та триразовий бронзовий (двічі 1976 та 1980 роки) призер Олімпійських ігор, десятиразовий чемпіон світу.

## Кар'єра
Бернд Ольбріхт народився 6 жовтня 1956 року в місті Нойбранденбург. З дитинства тренувався у веслувальному клубі свого міста. 
Першого вагомого успіху добився у 1974 році, коли у складі екіпажу-двійки (напарник Фолькман Тіде) виграв бронзову нагороду на дистанції 1000 метрів. Наступного року також виграв бронзову медаль, але уже в одиночному заїзді на 1000 метрів. Окрім цього став срібним призером у складі екіпажу-четвірки. Вдалі виступи дозволили спортсмену пробитися до складу олімпійської збірної Німеччини. У 1976 році на Олімпійських іграх виступив в одиночних заїздах на 500 метрів, де виграв бронзову медаль. В одниночному заїзді на 1000 метрів зумів стати олімпійським чемпіоном. Ще одну бронзову медаль Гельм виграв у складі екіпажу-четвірці на дистанції 1000 метрів (окрім Гельма у складі були: Франк-Петер Бішоф, Бурнд Дювіньйо та Юрген Ленерт).
Чемпіонат світу 1977 року завершився для спортсмена однією сібною медаллю (екіпаж-четвірка 1000 метрів). Наступного року став триразовим чемпіоном світу. Він одержав перемогу в одиночному заїзді на дистанції 1000 метрів, окрім цього з новим партнером у човні-двійці, Берндом Ольбріхтом, він переміг на дистанції 500 метрів, а також був у складі екіпажу-четвірки, який переміг на дистанції 1000 метрів.На чемпіонаті світу 1979 року Гельм був близьким до повторення минулорічного результату. Він захистив титул чемпіона в одиночному заїзді, а також у байдарці-четвірці, тоді як з Ольбріхтом виграв срібну медаль (двійка, 500 метрів). Олімпійські ігри 1980 року стали для спортсмена дуже успішними. Спершу Гельм захистив титул олімпійського чемпіона на дистанції 1000 метрів. Екіпаж-четвірка у складі Гельма, Ольбріхта, Гаральда та Дювіньйо, підтвердив своє світове лідерство на дистанції 1000 метрів, та виграв золоті медалі. Окрім цього разом з Берндом Ольбріхтом спортсмен виграв бронзову нагороду на дистанції 500 метрів.
Наступний олімпійський цикл спортсмен виступав переважно в одиночних заїздах та у складі байдарки-четвірки. Так на чемпіонатах світу протягом трьох років (1981-1983 роки) він перемагав у одниночних заїздах на 1000 метрів. У байдарках-четвірках на дистанції 1000 метрів він ставав чемпіоном (1981 рік) та двічі срібним призером (1982 та 1983 роки). У байдарках-четвірках на дистанції 500 метрів також ставав чемпіоном (1983 рік), а також вигравав срібну (1982 рік) та бронзову (1981 рік) медалі. Будучи одним з найсильнішим веслувальником світу мав їхати на Олімпійські ігри 1984 року, однак у зв'язку з бойкотом ігор з боку НДР, був вимущений пропустити змагання, та згодом завершив кар'єру.

## Виступи на Олімпійських іграх
| Олімпіада     | Дисципліна                     | Місце |
| ------------- | ------------------------------ | ----- |
| Монреаль 1976 | байдарки-одиночки, 500 метрів  | 3     |
| Монреаль 1976 | байдарки-одиночки, 1000 метрів | 1     |
| Монреаль 1976 | байдарки-четвірки, 1000 метрів | 3     |
| Москва 1980   | байдарки-одиночки, 1000 метрів | 1     |
| Москва 1980   | байдарки-двійки, 500 метрів    | 3     |
| Москва 1980   | байдарки-четвірки, 1000 метрів | 1     |